# Ashiya (Hyogo)
Ashiya (芦屋市 -shi) é uma cidade japonesa localizada na província de Hyogo.
Em 2003 a cidade tinha uma população estimada em 88 845 habitantes e uma densidade populacional de 4 810,23 h/km². Tem uma área total de 18,47 km².
Recebeu o estatuto de cidade a 10 de Novembro de 1940.

## Cidade-irmã
- Montebello, Estados Unidos